# Porzsolt Gyula
Barátosi Porzsolt Gyula (Pusztabattyán, 1848. május 16. (keresztelés) – Budapest, 1901. január 14.) ügyvéd, miniszteri titkár, az MTK elnöke 1892 és 1898 között. Porzsolt Jenő, Porzsolt Kálmán és Porzsolt Lajos testvére.

## Életútja
Porzsolt Benjámin (Benő) és Vendrinszky Anna Mária fia. Atyjának halálakor, mint a hét testvér legidősbike, 18 éves volt és mint első éves jogász a közalapítványok igazgatóságánál vállalt alkalmazást, hogy édesanyjának gondjain segítsen. Utóbb megszerezte az ügyvédi oklevelet. 
A sport terén kitűnt és a nemzeti tornaegyletnek legszorgalmasabb tornásza és a dísztornázások babérkoszorúzott hőse volt. Később a földmívelési miniszteriumban fogalmazó, majd titkár lett. Titkársága idejében ment le a szegedi árvízveszély csökkentésére, ahol ügyessége által csaknem 200 ember életét és nagyértékű vagyont mentett meg a pusztulástól. Az árvíz után mint a szegedi kormánybiztosság titkára Tisza Lajos mellett működött. Itt tanusított munkásságáért királyi kitüntetést is kapott. 
Az ügyvédi foglalkozás mellett élethivatásának tartotta a magyar sport felvirágoztatását. Úgy egyletek alapításában, mint azoknak irányításában fáradhatatlan munkásságot fejtett ki. Szellemes társalgó és jeles szónok volt; a magyar dalokat kiváló szépen énekelte. Sokat olvasott a magyar, német és francia irodalomból. 
Szerette az utazást; tanulóévében begyalogolta Erdélyt és a Felvidéket; később beutazta Német-, Francia-, Olasz- és Törökországot, Boszniát, Hercegovinát és Dalmáciát. Utazásairól a napilapokban és a sportlapokban számolt be. Legkedveltebb sportjai az úszás, vívás és korcsolyázás voltak. Az angol atletikának meghonosítása körül szerzett érdemeket. A magyar atletikai klubnak több évig titkára és legelső versenyének győztese volt.
A Fővárosi Lapok közoktatási rovatát vezette öccse, Porzsolt Kálmán szerkesztése alatt (1896). Legtöbbet írt a Herkules című sportlapba.
Álneve Jules (a sport- és napilapokban).